# Arrondissement Thiers
Thiers is een arrondissement van het Franse departement Puy-de-Dôme in de regio Auvergne-Rhône-Alpes. De onderprefectuur is Thiers.

## Kantons
Het arrondissement was tot 2014 samengesteld uit de volgende kantons:
- Kanton Châteldon
- Kanton Courpière
- Kanton Lezoux
- Kanton Maringues
- Kanton Saint-Rémy-sur-Durolle
- Kanton Thiers

Na de herindeling van de kantons bij decreet van 21 februari 2014, met uitwerking op 22 maart 2015, zijn dat :
- Kanton Lezoux
- Kanton Maringues   ( deel 10/20 )
- Kanton Les Monts du Livradois   ( deel 9/38 )
- Kanton Thiers